# О’Нил, Хью Дав
 Хью Дав О’Нил, 5-й граф Тирон («Черный Хью», «Черноволосый» или « Смуглый») (1611—1660) — ирландский дворянин и солдат XVII века. Он наиболее известен своим участием в войнах Ирландской конфедерации и, в частности, обороной Клонмела в 1650 году.

## Биография
Член ирландской династии О’Нил, лидеры которой покинули Ирландию во время Бегства графов в 1607 году. Отец Хью Дава, Арт О’Нил, был одним из тех изгнанников, которые сделали себе карьеру в испанской армии во Фландрии. В результате Хью Дав родился в Брюсселе в 1611 году и вырос в ирландском военном сообществе, став профессиональным солдатом и служа в ирландском полку испанской армии во Фландрии во время Восьмидесятилетней войны против Соединенных Провинций Нидерландов.
В 1642 году его дядя, Оуэн Роэ О’Нил, организовал возвращение 300 ирландских офицеров на испанскую службу в Ирландию, чтобы поддержать Ирландское восстание 1641 года. Люди О’Нила стали ядром ольстерской армии Конфедеративной Ирландии — де-факто независимого Ирландского государства. Хью Дав О’Нил был взят в плен в начале войны врагами шотландского Ковенанта, но был обменян обратно на свою сторону после победы Конфедерации в битве при Бенбёрне в 1646 году. Впоследствии, после смерти своего командира Оуэна Роэ О’Нила в 1649 году, Хью Дав О’Нил приобрел известность.
В 1649 году, после начала Кромвелевского завоевания Ирландии, Хью Дав О’Нил был отправлен на юг с 2-тысячным ольстерским войском для защиты Южной Ирландии. Он отличился при осаде Клонмеля в мае 1650 года, нанеся самые тяжелые потери, когда-либо испытанные английской армией нового образца. Затем он был назначен командиром защитников при осаде Лимерика (1650—1651), отбив первую попытку парламентариев взять город в конце 1650 года. Однако на следующий год Генри Айртон снова осадил город, в конце концов вынудив Хью Дава сдаться, когда население города умирало от голода и чумы, а часть его гарнизона взбунтовалась против него. Сам Генри Айртон умер от болезни. Согласно условиям капитуляции, Хью Дав О’Нил должен был быть казнен за упрямую оборону города, но парламентский генерал Эдмунд Ладлоу не привел приговор в исполнение и вместо этого отправил Хью Дава в тюрьму в Лондонском Тауэре.
Заключение Хью Дава было прервано вмешательством испанского посла в Англии, который утверждал, что Хью Дав О’Нил был испанским подданным. Впоследствии Хью Дава освободили из-под стражи при условии, что он не будет участвовать в кампаниях против английских войск. Поэтому он не вернулся во Фландрию, а был направлен в Испанию, где стал генералом артиллерии, помогая подавить восстание (известное как Война жнецов) в Каталонии. Он стал признанным испанцем 5-м графом Тироном после смерти своего двоюродного брата Хью Эогана. Примерно в 1660 году, после реставрации Стюартов в Англии Хью Дав О’Нил написал королю Англии Карлу II Стюарту письмо с просьбой восстановить родовые земли его семьи и сделать его английским графом Тироном. Однако Карл II не удовлетворил эту просьбу, и Хью Дав О’Нил умер от болезни позже в том же году.